# ジャワ舞踊

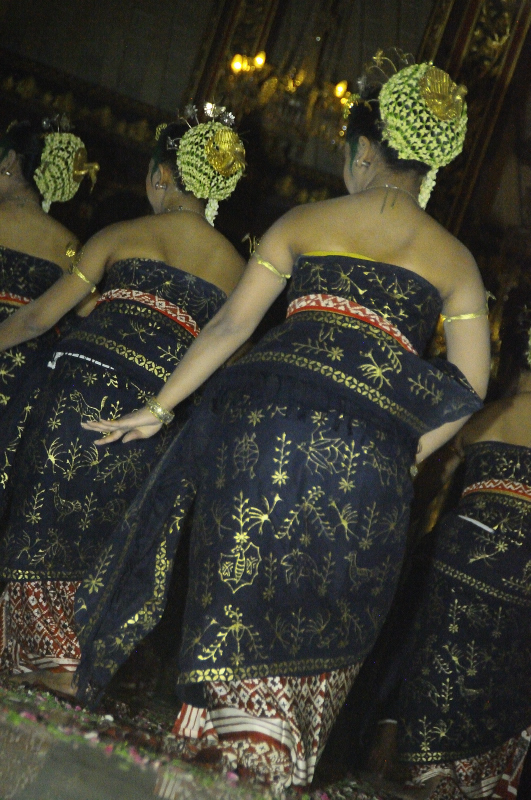
ブドヨクタワン

ジャワ舞踊（ジャワぶよう）はインドネシアの中部ジャワ州、ジョグジャカルタ、東ジャワ州で見られるすべての複雑で古典的なコレオグラフィーのことをいう。定められたルールにしたがって、ガムランの演奏に合わせて演じられる。西ジャワ州で見られる舞踊はスンダ舞踊という。

## 概要
ジャワ語では、舞踊を表す言葉にベクソ（beksa）、ナンダッ（nandhak）、ジョゲッ（joged）の三つの言葉がある。ベクソは複雑で古典的なコレオグラフィーの事をいう。古典ジャワ舞踊ともいう。ナンダッは動詞で自然に即興で踊るという意味で、タンダッ（tandhak）はその名詞形である。タンダッの同意語はタレデッ（talèdhèk）やロンゲン（ronggèng）で、少人数のミュージシャンと地方を巡業し路上で公演する女性ダンサー集団のこと。村の男性の集まりや貴族の邸宅で行われるタユバンパーティでも公演する。タンダッの踊りはエロチックで、男女が一組で踊る。ジョゲッはシンプルな振り付けで、規則に囚われず、自由に踊るという意味。
また、ジャワ語ではベクソには人格がある（ambeg）とか、一つ（esa）という意味がある。ダンサーはガムランに合わせて、美しく踊るという一つの目標に向かって、精神を集中させて体を動かす。
古典ジャワ舞踊には国王の作品が多い。例えば、ブドヨクタワンやワヤン・ウォンの舞踊劇などは国王が振り付けたものである。他のジャワ舞台芸術と同様に、ジャワ舞踊は結婚式、宗教儀式、祭の時のみ演じられる。『ラーマーヤナ』など叙事詩や物語を伝える手段としての役割がある。
庶民は独自にバニュワンギのガンドルンやポノロゴのレオッなどの大衆的な舞踊を創作した。のちにジャワ伝統文化として継承された。その他にダドゥンガウ、クダケパン、インチリン、プルウォレジョのドララッ、タユバン、ジュラントゥル、ウォノギリのクテッオグレン、バロンガン、シントレン、バンユマスのエベック、レンゲル・チャルン、などが現在まで伝わっている。

## 分類
スラカルタ王宮に中心したジャワ舞踊はスラカルタ舞踊ともいう。スラカルタ王宮のジャワ舞踊（スラカルタスタイル）は次のように分類される。
- スリンピ
善と悪の人間の性格や終わることのない戦を描写。ダンサーは4人で、各ダンサーがそれぞれ水、火、風、土を演じる。
  - スリンピパデロリ
  - アンドンアンドン
  - アルジュノマンサ
  - ドゥンプルサンゴパティ
  - エロエロ（Elo-elo）
  - ドゥンプル
  - ガンビルサウィット
  - ムンチャル
  - ガンドクスマ
  - スリンピロボン
- ブドヨ
  - ブドヨクタワン
第三代マタラム王国国王のスルタンアグンの創作。初代マタラム王国国王（パヌンバハンセノパティ）とインド洋の女王の恋愛物語をテーマにする。7人または9人のダンサーで演じられる。
  - ブドヨパンクル
  - ブドヨドゥラシ
  - ブドヨマングンカルヤ
  - ブドヨシノム
  - ブドヨ・エンドルエンドル
  - ブドヨガンドゥルンマニス
  - ブドヨカボル
  - ブドヨトゥジャナタ
- ウィレン
- プラウィラユダ
- ワヤン・プルワ・マハーバーラタ・ラーマーヤナ

19世紀にはマンクヌガラン宮廷でラングンドリヤンが盛んに演じられた。これはダマルウラン対メナッジンゴの戦いを描写したもの。
古典ジャワ舞踊の公演時間は長く、ブドヨクタワンの場合は130分、他のブドヨやスリンピは60分に及ぶ。新バージョンのブドヨやスリンピは公演時間を12分〜15分までに短縮した。
その他に、次のような現代ジャワ舞踊がある。
- ゴレッ
- ボンダン
- クラナトペン
- ガンビルアノム
- ガグラアニャル
- パンジ
- クロノ

## 歴史

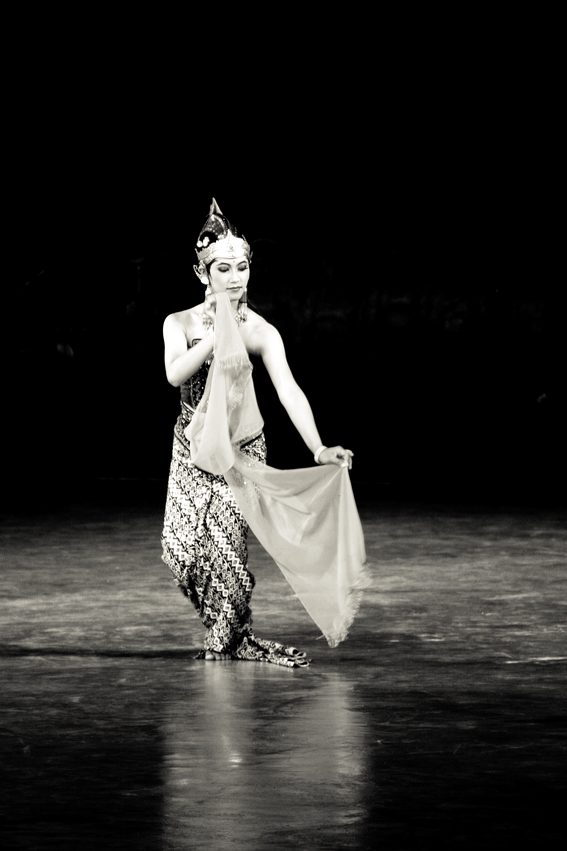
ラーマーヤナ・バレエ

ジャワ舞踊の歴史は5世紀～6世紀に遡る。そのころに建てられたヒンドゥー教寺院のレリーフにもダンサーが彫られている。ジャワ舞踊はクディリ王国、シンガサリ王国、マジャパヒト王国（特にハヤムウルク国王の時代）に盛んだった。
仮面を使用するトペンダンスはマジャパヒト王国時代に創作された。14世紀のジャワ叙事詩ナガラクルタガマにマジャパヒト王国で歌や舞踊の祭典が行われたことが記述されている。その祭典にはマジャパヒト国王自らも歌や踊りにも参加した。又、同書にはパナカワンという家来やテケス布を頭に被るダンサーのことも記述されている。テケスというかぶりもは現在のトペンダンサー（特にパンジ物語をテーマにするトペンダンス）にも伝わっているものである。
トペンパンジがカスナナンスラカルタ王国の貴族社会とスラカルタ宮廷の正式な舞踊になった。トペンパンジは政府のシンボルの一つになり、トペンパンジセプは皇位継承者のみが許される舞踊と定められた。その他、パンジエネムは貴族のみが許される舞踊。マタラム王国にもトペンダンスはあるが、ブドヨとスリンピの方が人気がある。ブドヨとスリンピはマタラム王国の偉大な文化遺産として扱われている。
ギヤンティ条約の結果、マタラム王国はスラカルタを首都にカスナナンスラカルタ王国とジョグジャカルタを首都にジョグジャカルタ王国に分裂された。スラカルタにあるスラカルタ王宮とマンクヌガラン宮廷がジャワ舞踊の中心地になり、そこからジャワ島内の各地に伝わっていった。
19世紀から20世紀の前半までは古典ジャワ舞踊は王宮と貴族の豪邸でのみ公演された。一般大衆の間では独自に創作した舞踊が普及した。
1918年にジョグジャカルタ国王の許可を得て、テジョクスモ王子がクリダ・ベクソビラマ舞踊学校を設立した。王宮の外で初めて一般大衆が古典ジャワ舞踊を学ぶ機会を与えられた。ウィスヌワルダナ、バゴンクスディアルジョなど現代インドネシア舞踊の振付家がこの学校の卒業生である。
1961年にラーマーヤナ・バレエという新しいジャワ舞踊のジャンルが生まれた。ラーマーヤナ・バレエ舞踊劇はG.P.H.ジャティクスモが命名した。定期公演はプランバナン寺院群で行われている。この舞踊集団から、サルドノW.クスモ、サルムギヤント、レトゥノマルティなど現代インドネシア振付家が生まれた。
古典ジャワ舞踊はブドヨとスリンピ以外にもワヤン・ウォンに使用される。ランゲンドリヤンとワヤンウォンは古典ジャワ舞踊を基に19世紀に創作された物である。ワヤン・クリの物語を舞踊で表現している。登場人物のセリフはダンサーが演じ、ダランは物語を語る。

## その他のジャワ舞踊
- クダクダ
- ガンビルアノム
- チャントリッ
- ボンダン
- ムラク
- バンバンガンチャキル
- アノマンインドラジト
- ガトゥカチャガンドルン
- ラマシンタ
- ボンダンパユン
- ガンビョン